# Longeville-en-Barrois
Longeville-en-Barrois é uma comuna francesa na região administrativa de Grande Leste, no departamento de Meuse. Estende-se por uma área de 15,44 km². Em 2010 a comuna tinha 1 180 habitantes (densidade: 76,4 hab./km²).